# Classe M (cacciatorpediniere 1914)
La Classe M, meglio nota come Admiralty M class (classe M ammiragliato, M da Mastiff, il mastino inglese), era un classe di 85 cacciatorpediniere costruite per la Royal Navy che prestarono servizio durante la prima guerra mondiale. Tutte le navi vennero costruite sulla base di un unico progetto dell'ammiragliato britannico. Altre 18 navi vennero incluse nella classe 'M' furono costruite da ditte specializzate con alcune modifiche sostanziali - 10 dalla Yarrow, 6 dalla Thornycroft (che ne costruì anche 6 rispondenti al progetto dell'ammiragliato), e 2 da Hawthorn Leslie.
Il progetto della classe M era basato sul precedente della Classe L ma modificato per aumentare la velocità massima di circa 6 nodi (11 km/h). Il progetti furono presentati all'ammiragliato l'8 settembre 1913. Tutte le navi della classe M erano caratterizzate da tre stretti fumaioli circolari (al contrario delle altre 18 navi della classe costruite dalla Yarrow, Thornycroft e Hawthorn). Il rilevamento dei bersagli era affidato ad un telemetro Barr & Stroud in grado di funzionare in condizioni meteorologiche avverse, che trasmetteva le soluzioni di tiro tramite un interfono a tubolature.

## Navi del programma navale 1913–14
Sei navi vennero costruite nel 1913–14 Naval Programme. Differivano da quelle costruite successivamente per avere un dislocamento lordo di 1.010 t,con dimensioni leggermente inferiori.
| Nome      | Cantiere                                                                             | Impostato        | Varato            | Completato    | Destino finale                                    |
| --------- | ------------------------------------------------------------------------------------ | ---------------- | ----------------- | ------------- | ------------------------------------------------- |
| Matchless | Swan Hunter & Wigham Richardson, Wallsend on Tyne, turbine della Wallsend Machinery. | 8 novembre 1913  | 5 ottobre 1914    | dicembre 1914 | venduto per essere demolito il 26 ottobre 1921.   |
| Murray    | Palmers Shipbuilding & Iron Company, Hebburn on Tyne, turbine Parsons.               | 4 dicembre 1913  | 8 agosto 1914     | dicembre 1914 | venduto per essere demolito il 9 maggio 1921.     |
| Myngs     | Palmers, Hebburn on Tyne                                                             | 31 dicembre 1913 | 24 settembre 1914 | febbraio 1915 | venduto per essere demolito il 9 maggio 1921.     |
| Milne     | John Brown & Company, Clydebank. Turbine Brown-Curtiss                               | 18 dicembre 1913 | 5 ottobre 1914    | dicembre 1914 | venduto per essere demolito il 22 settembre 1921. |
| Morris    | John Brown, Clydebank                                                                | 20 gennaio 1914  | 19 novembre 1914  | dicembre 1914 | venduto per essere demolito il 8 novembre 1921.   |
| Moorsom   | John Brown, Clydebank                                                                | 15 gennaio 1914  | 21 dicembre 1914  | febbraio 1915 | venduto per essere demolito il 8 novembre 1921.   |

Insieme a queste sei unità, vennero acquistate tre del tipo Classe M Yarrow, due Classe M Thornycroft e due Classe M Hawthorn. Altre tre navi erano in programma ma gli furono preferiti i cacciatorpediniere conduttori della classe Marksman.

## Navi del "Emergency War Construction Programme"
I seguenti cacciatorpediniere vennero ordinati in cinque ordini distinti facenti parte del War Emergency Programme (programma di costruzioni belliche di emergenza). Le navi di questo programma non erano dotate delle turbine da crociera presenti nei vascelli prebellici, inoltre furono allungati i fumaioli e fu installato un secondo cannone da 4 pollici su piattaforma, come nei caccia della classe L. Il Partridge, il Norman, il Maenad, l'Ophelia e l'Observer furono successivamente modificati per poter operare con un pallone frenato.

### Primo ordine
Nel settembre 1914 furono ordinati sedici vascelli (insieme a quattro della Classe M Yarrow), parte dei costi era coperto dal precedente ordine del 1914-15 per dieci cacciatorpediniere.
| nome      | cantiere                                            | impostato         | varato            | completato        | destino finale |
| --------- | --------------------------------------------------- | ----------------- | ----------------- | ----------------- | --- |
| Mons      | John Brown                                          | 30 settembre 1914 | 1 maggio 1915     | luglio 1915       | venduto per essere demolito 8 novembre 1921.                                                                        |
| Marne     | John Brown                                          | 30 settembre 1913 | 29 maggio 1915    | agosto 1916       | venduto per essere demolito 29 settembre 1921.                                                                      |
| Michael   | John I. Thornycroft & Company, Woolston             | ottobre 1914      | 19 maggio 1915    | agosto 1915       | venduto per essere demolito 22 settembre 1921.                                                                      |
| Milbrook  | Thornycroft                                         | novembre 1914     | 12 luglio 1915    | ottobre 1915      | venduto per essere demolito 22 settembre 1921.                                                                      |
| Minion    | Thornycroft                                         | novembre 1914     | 11 settembre 1915 | novembre 1915     | venduto per essere demolito 8 novembre 1921.                                                                        |
| Munster   | Thornycroft                                         | novembre 1914     | 24 novembre 1915  | gennaio 1916      | venduto per essere demolito 15 novembre 1921.                                                                       |
| Mystic    | William Denny & Brothers, Dumbarton                 | 27 ottobre 1914   | 20 giugno 1915    | 11 novembre 1915  | venduto per essere demolito 8 novembre 1921.                                                                        |
| Maenad    | Denny                                               | 10 novembre 1914  | 10 agosto 1915    | 12 novembre 1915  | venduto per essere demolito 22 settembre 1921.                                                                      |
| Magic     | J. Samuel White & Company, Cowes                    | 1 gennaio 1915    | 10 settembre 1915 | 8 gennaio 1916    | venduto per essere demolito 22 settembre 1921.                                                                      |
| Moresby   | White                                               | 14 gennaio 1915   | 20 novembre 1915  | 7 aprile 1916     | venduto per essere demolito 9 maggio 1921.                                                                          |
| Mandate   | Fairfield Shipbuilding & Engineering Company, Govan |                   | 27 aprile 1915    | 13 agosto 1915    | venduto per essere demolito 22 settembre 1921.                                                                      |
| Manners   | Fairfield                                           |                   | 15 giugno 1915    | 21 settembre 1915 | venduto per essere demolito 26 ottobre 1921.                                                                        |
| Marmion   | Swan Hunter                                         |                   | 28 maggio 1915    |                   | affondato dopo la collisione con il Tirade il 21 ottobre 1917 al largo di Lerwick.                                  |
| Martial   | Swan Hunter                                         | ottobre 1914      | 1 luglio 1915     | ottobre 1915      | venduto per essere demolito 9 maggio 1921.                                                                          |
| Mary Rose | Swan Hunter                                         |                   | 8 ottobre 1915    |                   | affondato il 17 ottobre 1917 dall'incrociatore tedesco SMS Brummer ed il SMS Bremse al largo della costa norvegese. |
| Menace    | Swan Hunter                                         | settembre 1914    | 9 novembre 1915   | aprile 1916       | venduto per essere demolito 9 maggio 1921.                                                                          |

### Secondo ordine
Altri nove vascelli furono ordinati agli inizi del novembre 1914 (insieme ad un altro della Classe M Yarrow).
| nome     | cantiere    | impostato        | varato           | completato       | destino finale |
| -------- | ----------- | ---------------- | ---------------- | ---------------- | --- |
| Mameluke | John Brown  | 23 dicembre 1914 | 14 agosto 1915   | ottobre 1915     | venduto per essere demolito 22 settembre 1921. |
| Marvel   | Denny       | 11 gennaio 1915  | 7 ottobre 1915   | 28 dicembre 1915 | venduto per essere demolito 9 maggio 1921. |
| Mindful  | Fairfield   |                  | 24 agosto 1915   | 10 novembre 1915 | venduto per essere demolito 22 settembre 1921. |
| Mischief | Fairfield   |                  | 12 ottobre 1915  | 16 dicembre 1915 | venduto per essere demolito 8 novembre 1921. |
| Nonsuch  | Palmers     |                  | 7 dicembre 1915  | febbraio 1916    | venduto per essere demolito 9 maggio 1921. |
| Negro    | Palmers     |                  | 8 marzo 1915     |                  | affondato dopo la collisione con Hoste nel Mare del Nord il 21 dicembre 1916; Le cariche di profondità dell'Hoste esplosero a seguito della collisione, devastando lo scafo del Negro. |
| Nepean   | Thornycroft | febbraio 1915    | 22 gennaio 1916  | marzo 1916       | venduto per essere demolito 15 novembre 1921. |
| Nereus   | Thornycroft | marzo 1915       | 24 febbraio 1916 | maggio 1916      | venduto per essere demolito 15 novembre 1921. |
| Nessus   | Swan Hunter |                  | 24 agosto 1915   |                  | Affondato a seguito della collisione con il HMS Amphitrite nel Mare del Nord, l'8 settembre 1916.                                                                                      |

### Terzo ordine
Ventidue cacciatorpediniere furono ordinati alla fine del novembre 1914.
| nome       | cantiere                                                      | impostato        | varato            | completato       | destino finale |
| ---------- | ------------------------------------------------------------- | ---------------- | ----------------- | ---------------- | --- |
| Nestor     | Swan Hunter                                                   |                  | 22 dicembre 1915  | ottobre 1915     | affondato il 31 maggio 1916 nella battaglia dello Jutland                                                                                         |
| Noble      | Alexander Stephen & Sons                                      | 6 febbraio 1915  | 25 novembre 1915  | 15 febbraio 1916 | venduto per essere demolito 8 novembre 1921 |
| Nizam      | Alexander Stephen & Sons                                      |                  | 7 febbraio 1916   |                  | venduto per essere demolito il 9 maggio 1921. |
| Nonpareil  | Alexander Stephen & Sons                                      | 24 febbraio 1915 | 16 maggio 1916    | 28 giugno 1916   | venduto per essere demolito il 9 maggio 1921 |
| Norman     | Palmers Shipbuilding and Iron Company                         |                  | 20 marzo 1916     | agosto 1916      | venduto per essere demolito 9 maggio 1921. |
| Northesk   | Palmers Shipbuilding and Iron Company                         |                  | 5 luglio 1916     | ottobre 1916     | venduto per essere demolito 9 maggio 1921 |
| North Star | Palmers Shipbuilding and Iron Company                         |                  | 9 novembre 1916   |                  | affondato il 23 aprile 1918 presso Zeebrugge |
| Nugent     | Palmers Shipbuilding and Iron Company                         |                  | 23 gennaio 1917   | aprile 1917      | venduto per essere demolito 9 maggio 1921 |
| Obedient   | Scotts Shipbuilding and Engineering Company Limited, Greenock |                  | 6 novembre 1916   | febbraio 1916    | venduto per essere demolito 25 novembre 1921. |
| Obdurate   | Scotts                                                        |                  | 21 novembre 1916  | marzo 1916       | venduto per essere demolito 15 novembre 1921 |
| Onslaught  | Fairfield                                                     |                  | 4 dicembre 1915   | 3 marzo 1916     | venduto per essere demolito 30 ottobre 1921. Alcune fonti gli attribuiscono l'affondamento della SMS Pommern, altre lo attribuiscono al Faulknor. |
| Onslow     | Fairfield                                                     |                  | 15 febbraio 1916  | 15 aprile 1916   | venduto per essere demolito 26 ottobre 1921 |
| Opal       | William Doxford & Sons, Sunderland                            |                  | 11 settembre 1915 |                  | naufragato al largo di Scapa Flow insieme al Narborough, il 12 gennaio 1918 (lasciando un solo sopravvissuto).                                    |
| Ophelia    | Doxford                                                       |                  | 13 ottobre 1916   | maggio 1916      | venduto per essere demolito 8 novembre 1921 |
| Opportune  | Doxford                                                       |                  | 20 novembre 1915  | giugno 1916      | venduto per essere demolito 7 dicembre 1923 |
| Oracle,    | Doxford                                                       |                  | 23 dicembre 1915  | agosto 1916.     | venduto per essere demolito 31 ottobre 1921 |
| Orestes    | Doxford                                                       |                  | 21 marzo 1916     | giugno 1916      | venduto per essere demolito 31 ottobre 1921 |
| Orford     | Doxford                                                       |                  | 19 aprile 1916    |                  | venduto per essere demolito 1 novembre 1921 |
| Orpheus    | Doxford                                                       |                  | 17 giugno 1916    |                  | venduto per essere demolito 31 ottobre 1921 |
| Octavia,   | Doxford                                                       |                  | 21 giugno 1916    |                  | venduto per essere demolito 5 novembre 1921 |
| Ossory     | John Brown                                                    | 23 dicembre 1914 | 9 ottobre 1915    |                  | venduto per essere demolito 8 novembre 1921 |

### Quarto ordine
Nel febbraio 1915 vennero ordinati altri sedici vascelli (oltre ad altri due della classe M Thornycroft). Gli ultimi otto di questo ordine facevano parte del sottogruppo Repeat M dotati di una prua slanciata, a differenza di quella verticale degli altri.
| nome       | cantiere    | impostato      | varato            | completato        | destino finale |
| ---------- | ----------- | -------------- | ----------------- | ----------------- | --- |
| Napier     | John Brown  | 24 marzo 1915  | 27 novembre 1915  | gennaio 1916      | venduto per essere demolito 8 novembre 1921                                                                                           |
| Narborough | John Brown  | maggio 1915    | 2 marzo 1916      |                   | naufragato al largo di Scapa Flow (insieme all'Opal) il 12 gennaio 1918 (nessun sopravvissuto)                                        |
| Narwhal    | Denny       | 21 aprile 1915 | 30 dicembre 1915  | 3 marzo 1916      | Danneggiato in una collisione con un'altra imbarcazione nel 1919, venne demolito nel 1920 presso il Devonport Dockyard.               |
| Nicator    | Denny       | 21 aprile 1915 | 3 febbraio 1916   | 15 aprile 1916    | venduto per essere demolito 9 maggio 1921                                                                                             |
| Norseman   | Doxford     |                | 15 agosto 1916    | novembre 1916     | venduto per essere demolito 9 maggio 1921                                                                                             |
| Oberon     | Doxford     |                | 29 settembre 1916 | dicembre 1916     | venduto per essere demolito 9 maggio 1921                                                                                             |
| Observer   | Fairfield   | 1 giugno 1915  | 1 maggio 1916     | 15 giugno 1916    | venduto per essere demolito 30 ottobre 1921.                                                                                          |
| Offa       | Fairfield   | 6 luglio 1915  | 7 giugno 1916     | 31 luglio 1916    | venduto per essere demolito 30 ottobre 1921.                                                                                          |
| Orcadia    | Fairfield   | 24 giugno 1915 | 26 luglio 1916    | 29 settembre 1916 | venduto per essere demolito 31 ottobre 1921.                                                                                          |
| Oriana     | Fairfield   |                | 23 settembre 1916 | 4 novembre 1916   | venduto per essere demolito 31 ottobre 1921.                                                                                          |
| Oriole     | Palmers     |                | 31 luglio 1916    | novembre 1916     | venduto per essere demolito 9 maggio 1921                                                                                             |
| Osiris     | Palmers     |                | 28 settembre 1916 | dicembre 1916     | venduto per essere demolito 9 maggio 1921                                                                                             |
| Paladin    | Scotts      | maggio 1915    | 27 marzo 1916     | maggio 1916       | venduto per essere demolito 9 maggio 1921                                                                                             |
| Parthian   | Scotts      | luglio 1915    | 3 luglio 1916     | settembre 1916    | venduto per essere demolito 8 novembre 1921                                                                                           |
| Partridge  | Swan Hunter | luglio 1915    | 4 marzo 1916      |                   | affondato il 12 dicembre 1917 dalle salve dei cacciatorpediniere tedeschi G 101, G 103, G 104 e V 100 al largo della costa norvegese. |
| Pasley     | Swan Hunter | luglio 1915    | 15 aprile 1916    | luglio 1916       | venduto per essere demolito 9 maggio 1921.                                                                                            |

### Quinto ordine
Nel maggio 1915 vennero ordinati gli ultimi diciotto vascelli della classe (insieme a due della classe Thornycroft M e due della classe Yarrow M). Due caccia di questo ordine vennero dotati di turbine da crociera e costituirono i prototipi per la classe successiva, la Classe R (cacciatorpediniere 1916) (erano il  Radstock ed il Raider, e sono elencati nella classe R ). Gli altri sedici erano tutti aderenti al modello Admiralty, sottogruppo Repeat M, dotati di una prua slanciata, a differenza di quella verticale degli altri, tranne quelli del cantiere White che, come il Redmill ed il Redwing, rispettavano il modello originario della classe 'M' e vennero ribattezzati Medina e Medway mentre erano in costruzione.
| nome                           | cantiere                             | impostato         | varato            | completato                                       | destino finale                                               |
| ------------------------------ | ------------------------------------ | ----------------- | ----------------- | ------------------------------------------------ | ------------------------------------------------------------ |
| Medina (ex-Redmill)            | White                                | 23 settembre 1915 | 8 marzo 1916      | 30 giugno 1916                                   | venduto per essere demolito 9 maggio 1921                    |
| Medway (ex-Medora, ex-Redwing) | White                                | 2 novembre 1915   | 19 aprile 1916    | 2 agosto 1916.                                   | venduto per essere demolito 9 maggio 1921                    |
| Pelican                        | William Beardmore & Company, Dalmuir | 25 giugno 1915    | 18 marzo 1916     | 1 maggio 1916                                    | venduto per essere demolito 9 maggio 1921                    |
| Pellew                         | Beardmore                            | 28 giugno 1915    | 8 maggio 1916     | 30 giugno 1916                                   | venduto per essere demolito 9 maggio 1921                    |
| Penn                           | John Brown                           | 9 giugno 1915     | 8 aprile 1916     | maggio 1916                                      | venduto per essere demolito 31 ottobre 1921                  |
| Peregrine                      | John Brown                           | 9 giugno 1915     | 29 maggio 1916    | luglio 1916                                      | venduto per essere demolito 15 novembre 1921                 |
| Pheasant                       | Fairfield                            |                   | 23 ottobre 1916   |                                                  | affondato da una mina il 1 marzo 1917 al largo delle Orcadi. |
| Phoebe                         | Fairfield                            |                   | 20 novembre 1916  | 28 dicembre 1916                                 | venduto per essere demolito 15 novembre 1921.                |
| Pigeon                         | Hawthorn Leslie & Company, Hebburn   | 14 luglio 1915    | 3 marzo 1916      | 2 giugno 1916                                    | venduto per essere demolito 9 maggio 1921.                   |
| Plover                         | Hawthorn                             | 30 luglio 1915    | 3 marzo 1916      | 30 giugno 1916.                                  | venduto per essere demolito 9 maggio 1921.                   |
| Plucky                         | Scotts                               |                   | 21 aprile 1916    | luglio 1916                                      | venduto per essere demolito 9 maggio 1921.                   |
| Portia                         | Scotts                               |                   | 10 agosto 1916    | ottobre 1916                                     | venduto per essere demolito 9 maggio 1921.                   |
| Prince                         | Stephen                              | 27 luglio 1915    | 26 luglio 1916    | 21 settembre 1916                                | venduto per essere demolito 9 maggio 1921.                   |
| Pylades                        | Stephen                              | 27 luglio 1915    | 28 settembre 1916 | presso il cantiere Beardmore il 30 dicembre 1916 | venduto per essere demolito 9 maggio 1921.                   |